# Sekretarz (ptak)
Sekretarz (Sagittarius serpentarius) – gatunek dużego ptaka drapieżnego, będący jedynym przedstawicielem rodziny sekretarzy (Sagittariidae). Występuje w Afryce Subsaharyjskiej, od Senegalu do Etiopii i Somalii, aż po Przylądek Dobrej Nadziei na południu.

## Etymologia
Etymologia nazwy sekretarz nie jest jasna i istnieje kilka hipotez. Według pierwszej pochodzi ona od czubka na głowie, który kojarzył się z gęsimi piórami noszonymi za uchem przez dawnych urzędników. Inna upatruje źródła w arabskim saqr-et-tair „ptak-myśliwy”.
- Sagittarius: łac. sagittarius „łucznik”, od sagitta „łuk”[17].
- Serpentarius: epitet gatunkowy Falco serpentarius J.F. Miller, 1779[18].
- Gypogeranus: gr. γυψ gups, γυπος gupos „sęp”; γερανος geranos „żuraw”[19].
- Secretarius: nowołac. secretarius „sekretarz”, od łac. secretum „poufny, zaufany”, od secernere „odróżnić, rozróżnić”[20].
- Ophiotheres (Ophiotheras): gr. οφις ophis, οφεως opheōs „wąż”; -θηρας -thēras „łowca”, od θηραω thēraō „polować”, od θηρ thēr, θηρος thēros „bestia, zwierzę”[21].
- serpentarius: łac. serpens, serpentis „wąż”, od serpere „pełzać”, gr. ἑρπω herpō „pełzać”[18].

## Charakterystyka
Wygląd zewnętrznyOd innych ptaków drapieżnych odróżnia go nietypowa sylwetka, która jest przystosowaniem do specyficznego trybu życia. Ma stosunkowo długie nogi z długimi palcami, zaokrąglone skrzydła i zakrzywiony dziób. Dodatkowo na głowie ma ozdobny czubek. Obie płci ubarwione podobnie, samiec ma jedynie dłuższy czubek i dłuższy ogon. Z oddali lub w locie przypomina żurawia. Długi ogon w locie wystaje poza nogi, środkowe sterówki są wydłużone. Upierzenie głównie szarobiałe, lotki, nogawice, koniec ogona i czubka czarny. Na części twarzowej czerwona, naga skóra; u młodych ptaków jest ona koloru żółtego.
RozmiaryDługość ciała 125–150 cm; masa ciała 2300–4270 g; rozpiętość skrzydeł 191–215 cm
ZachowanieWiększość czasu spędza na ziemi, ze skrzydeł korzysta w wypadku zagrożenia. Jest dobrym biegaczem. Nocuje na drzewach akacjowych. Poluje w parach lub czasami w luźnych grupach rodzinnych. Osiadły, choć może wędrować na niewielkie odległości w poszukiwaniu pożywienia.

## Środowisko
Występuje na sawannach i innych otwartych terenach trawiastych. Unika lasów i gęstych zakrzaczeń. Spotykany na różnych wysokościach, od nadmorskich równin po wyżyny.

## Pożywienie
Poluje na małe gryzonie, szarańczaki, żaby, jaszczurki, a najchętniej na węże (stąd inna spotykana nazwa: sekretarz wężojad). Zjada również jaja i pisklęta ptaków gniazdujących na ziemi. Poszukuje pożywienia wolno krocząc po ziemi, stawiając długie kroki. Zabija zdobycz gwałtownym uderzeniem dzioba lub tak długo stąpając po ofierze, aż będzie wystarczająco ogłuszona, aby ją można było połknąć. Często połyka zdobycz w całości.
Młode są karmione przez oboje rodziców płynnym, nadtrawionym pokarmem z wola. Początkowo są to owady podawane bezpośrednio do dzioba, następnie nadtrawione części gadów i małych ssaków zwracane do gniazda.

## Lęgi
Zachowania godoweSekretarze dobierają się w monogamiczne pary. Odbywają loty tokowe, szybując wysoko z wyciągniętymi daleko nogami i wydając jęczące dźwięki. Niekiedy również odbywają rytualne tańce na ziemi, uganiając się za sobą w sposób przypominający polowanie. Kopulują zwykle na ziemi, rzadziej w koronach drzew akacjowych.
GniazdoGniazda zakłada na drzewach akacji lub krzewach, zwykle na wysokości 5–7 m. Miejsce gniazdowania jest odwiedzane przez samca i samicę na przeszło pół roku przed składaniem jaj. Gniazdo to duża, płaska platforma o średnicy ok. 2,5 m i głębokości ok. 30 cm, zbudowana z gałęzi.
JajaSamica składa 2–3 owalne, zielonkawobiałe jaja w odstępach 2–3 dniowych.
WysiadywanieJaja są wysiadywane głównie przez samicę przez okres ok. 45 dni.
PisklętaPisklęta potrafią same się żywić po 40 dniach, ale później rodzice nadal je karmią. Po 60 dniach młode zaczynają trzepotać skrzydłami, a po kolejnych 5–20 dniach pierzą się i niedługo potem opuszczają gniazdo (po 10–11 tygodniach od wyklucia). Wyskakują wtedy z gniazda, pomagając sobie szybkimi uderzeniami skrzydeł. Wkrótce potem, nauczone polowania przez rodziców, stają się samodzielne.

## Status i ochrona
Międzynarodowa Unia Ochrony Przyrody (IUCN) od 2011 roku uznaje sekretarza za gatunek narażony (VU – Vulnerable); wcześniej (od 1988 roku) miał on status gatunku najmniejszej troski (LC – Least Concern). Trend liczebności populacji uznaje się za spadkowy.
Zagrożeniem dla populacji jest degradacja środowiska i wycinanie drzew – sekretarze tracą swoje środowisko życia. Młode przebywające w gniazdach padają ofiarą ptaków krukowatych i kań.
Od 1968 roku gatunek jest w Afryce objęty ochroną.

## Heraldyka
Wizerunek sekretarza jest zawarty w godłach Sudanu oraz Południowej Afryki. W Sudanie widnieje również w środkowym białym pasie prezydenckiej flagi, na prezydenckiej pieczęci oraz insygniach wojskowych, jest też oficjalnym narodowym symbolem tego kraju.